# Yipsi Moreno
Yipsi Moreno González (Camagüey, 19 november 1980) is een Cubaanse oud-kogelslingeraarster, die vanaf begin 2000 zeer succesvol was. Ze werd tweemaal wereldkampioene en meervoudig nationaal kampioene. Ze nam viermaal deel aan de Olympische Spelen en won hierbij twee zilveren medailles, waarvan de medaille van 2008 acht jaar later werd opgewaardeerd naar een gouden medaille. 

## Biografie
Haar eerste succes boekte Moreno in 1997 door het onderdeel kogelslingeren te winnen bij de Pan-Amerikaanse jeugdkampioenschappen. Twee jaar later veroverde ze voor de eerste maal de nationale titel bij de Cubaanse kampioenschappen. Later zouden er nog vele volgen. In 2001 werd ze wereldkampioene kogelslingeren. Deze titel prolongeerde ze in 2003.
In juli 2005 won Moreno de atletiekwedstrijden in Zagreb (11 juli). Op de wereldkampioenschappen in Helsinki moest ze zich met 73,08 m van de Russin Olga Koezenkova (75,10) gewonnen geven. Op de wereldatletiekfinale op 3 september 2005 in Szombathely nam Moreno revanche. Ze won met 74,75 voor de Poolse Kamila Skolimowska (72,73) en Olga Koezenkova (72,46). Op 29 augustus 2005 gooide Moreno met 74,95 een beste seizoensprestatie in het Slowaakse Banská Bystrica.
Op de Olympische Spelen van 2008 in Peking veroverde ze een zilveren medaille met een beste poging van 75,20. Alleen de Wit-Russische Aksana Miankova bleef haar voor met een verbetering van het olympisch record tot 76,34, in 2016 werd Miankova gediskwalificeerd vanwege dopinggebruik en ontving Moreno de gouden medaille.
Vier jaar later, op de Olympische Spelen in Londen, werd ze zesde met een beste poging van 74,60. De wedstrijd werd gewonnen door de Russische Tatjana Lysenko met 78,18. De Russische werd vier jaar later, in oktober 2016, echter alsnog gediskwalificeerd, nadat bij een hertest van een bewaard urinemonster was gebleken dat zij de dopingregels had overtreden. Hierdoor schoof de Cubaanse op naar de vijfde plaats.
Moreno is Pan-Amerikaans recordhoudster met 75,18, dat ze op 25 april 2004 in Havana wierp. Het wereldrecord staat op 77,06, dat door Tatjana Lysenko op 15 juli 2005 in Moskou werd geworpen.
Na in 2014 op de Centraal Amerikaanse en Caribische Spelen in Veracruz bij het kogelslingeren met 71,35 de titel te hebben behaald, kondigde Moreno aan dat zij zich terugtrok uit de atletiek.

## Titels
- Olympisch kampioene kogelslingeren - 2008
- Wereldkampioene kogelslingeren - 2001, 2003
- Centraal-Amerikaans en Caribisch kampioene kogelslingeren - 2006, 2014
- Pan-Amerikaans kampioene kogelslingeren - 2003, 2007, 2011
- Cubaans kampioene kogelslingeren - 1999, 2000, 2001, 2002, 2003, 2004
- Pan-Amerikaans juniorenkampioene kogelslingeren - 1997

## Persoonlijk record
| Onderdeel      | Prestatie | Datum            | Plaats |
| -------------- | --------- | ---------------- | ------ |
| kogelslingeren | 76,62 m   | 9 september 2008 | Zagreb |

## Palmares

### kogelslingeren
- 1997:  Pan-Amerikaanse jeugdkamp. - 55,74
- 1998: 4e WJK - 59,85 m
- 1999:  Pan-Amerikaanse Spelen - 63,03 m
- 2000: 4e OS - 68,33 m
- 2001:  WK - 70,65 m
- 2003:  WK - 73,33 m
- 2003:  Pan-Amerikaanse Spelen - 74,25 m
- 2004:  OS - 73,36 m
- 2005:  WK - 73,08 m
- 2005:  Wereldatletiekfinale - 74,75 m
- 2006:  Wereldbeker - 73,99 m
- 2006:  Centraal-Amerikaanse en Caribische Spelen - 70,22 m
- 2007:  Pan-Amerikaanse Spelen - 75,20 m
- 2007:  WK - 74,74 m
- 2007:  Wereldatletiekfinale - 73,76 m
- 2008:  OS - 75,20 m (na DQ Aksana Miankova)
- 2008:  Wereldatletiekfinale - 74,09 m
- 2010:  VTB Bank Continental Cup 2010 - 72,73 m
- 2011:  Pan-Amerikaanse Spelen - 75,62 m
- 2011: 4e WK - 74,48 m
- 2011:  IAAF Hammer Throw Challenge
- 2012: 5e OS - 74,60 m[2]
- 2014:  Centraal-Amerikaanse en Caribische Spelen - 71,35 m

2000: Kamila Skolimowska ·
2004: Olga Koezenkova ·
2008: Yipsi Moreno ·
2012: Anita Włodarczyk ·
2016: Anita Włodarczyk ·
2020: Anita Włodarczyk ·
2024: Camryn Rogers
1999 Mihaela Melinte · 
2001 Yipsi Moreno · 
2003 Yipsi Moreno · 
2005 Olga Koezenkova ·
2007 Betty Heidler ·
2009 Anita Włodarczyk ·
2011 Tatjana Lysenko ·
2013 Anita Włodarczyk · 
2015 Anita Włodarczyk · 
2017 Anita Włodarczyk · 
2019 DeAnna Price · 
2022 Brooke Andersen  · 
2023 Camryn Rogers